# Liste der Kulturdenkmale in Sardinien
Diese Liste der Kulturdenkmale in Sardinien ist eine Aufstellung der Kulturdenkmale der italienischen autonomen Region Sardinien.

## Provinz Cagliari
| ID               | Monument                                                                                     | Gemeinde         | Indirizzo                                 | Koordinaten                     | veröffentlicht von                        | Commons-Category                             | Foto |
| ---------------- | -------------------------------------------------------------------------------------------- | ---------------- | ----------------------------------------- | ------------------------------- | ----------------------------------------- | -------------------------------------------- | ---- |
| 20B3540001       | Museo Archeologico Nazionale                                                                 | Cagliari         | Piazza Arsenale, 1                        | 39° 13′ 20,4″ N, 9° 7′ 0″ O     | Polo Museale della Sardegna               | Museo archeologico nazionale (Cagliari)      |      |
| 20B3540002       | Pinacoteca Nazionale                                                                         | Cagliari         | Piazza Aesernale, 1                       | 39° 13′ 19″ N, 9° 7′ 1″ O       | Polo Museale della Sardegna               | Pinacoteca Nazionale (Cagliari)              |      |
| 0920095596-MIBAC | Area archeologica di Sant’Eulalia                                                            | Cagliari         |                                           |                                 | Soprintendenza Archeologia della Sardegna | Chiesa di Sant’Eulalia                       |      |
| 0920095597-MIBAC | Nekropole Tuvixeddu                                                                          | Cagliari         |                                           | 39° 13′ 46″ N, 9° 6′ 3″ O       | Soprintendenza Archeologia della Sardegna | Tuvixeddu                                    |      |
| 20B3540003-MIBAC | Grotta della Vipera                                                                          | Cagliari         |                                           |                                 | Soprintendenza Archeologia della Sardegna | Cagliari                                     |      |
| 20B3540004-MIBAC | Villa di Tigellio                                                                            | Cagliari         |                                           | 39° 13′ 14,1″ N, 9° 6′ 30″ O    | Soprintendenza Archeologia della Sardegna | Architecture in Cagliari                     |      |
| 20B3540005       | Centro Comunale d’Arte e Cultura “Il Ghetto”                                                 | Cagliari         | via Santa Croce 18                        |                                 | Consorzio Camù – Centri d’Arte e Musei    | Museums in Cagliari                          |      |
| 20B3540006       | Centro sperimentale per le arti e le culture contemporanee Exma (Exhibiting and Moving Arts) | Cagliari         | via San Lucifero 71                       |                                 | Consorzio Camù – Centri d’Arte e Musei    | Museums in Cagliari                          |      |
| 20B3540007       | Castello di San Michele                                                                      | Cagliari         | via Sirai snc                             |                                 | Consorzio Camù – Centri d’Arte e Musei    | Castello (Cagliari)                          |      |
| 0920275606-MIBAC | Pranu Muteddu                                                                                | Goni             |                                           | 39° 34′ 1,2″ N, 9° 16′ 4,8″ O   | Soprintendenza Archeologia della Sardegna | Pranu Muttedu                                |      |
| 0921145664-MIBAC | Nuraghe Is Paras                                                                             | Isili            |                                           | 39° 44′ 55″ N, 9° 6′ 27″ O      | Soprintendenza Archeologia della Sardegna | Nuraghe Is Paras (Isili)                     |      |
| 0920385599-MIBAC | Castello di Baratuli                                                                         | Monastir         | lungo il con fine con Ussana              |                                 | Soprintendenza Archeologia della Sardegna | Monastir (Italy)                             |      |
| 0921185668-MIBAC | Nuraghe Arrubiu                                                                              | Orroli           |                                           | 39° 39′ 44,7″ N, 9° 17′ 50,5″ O | Soprintendenza Archeologia della Sardegna | Nuraghe Arrubiu (Orroli)                     |      |
| 0920505598-MIBAC | Area archeologica di Nora                                                                    | Pula             |                                           |                                 | Soprintendenza Archeologia della Sardegna | Nora (Pula, Italy)                           |      |
| 0920665615-MIBAC | Nuraghe Sa Domu ’e S’Orku                                                                    | Sarroch          |                                           | 39° 3′ 42,6″ N, 9° 1′ 25,1″ O   | Soprintendenza Archeologia della Sardegna | Nuraghe Sa Domu 'e s'Orku (Sarroch)          |      |
| 0921205669-MIBAC | Santuario Federale Nuragico di Santa Vittoria                                                | Serri            |                                           | 39° 42′ 42″ N, 9° 6′ 10″ O      | Soprintendenza Archeologia della Sardegna | Santuario nuragico di Santa Vittoria (Serri) |      |
| 0920815608-MIBAC | Nuraghe Su Nuraxi                                                                            | Siurgus Donigala |                                           |                                 | Soprintendenza Archeologia della Sardegna | Siurgus Donigala                             |      |
| 092090114        | Monte Arcosu                                                                                 | Uta              | Strada comunale Guttureddu, Loc. Sa Canna | 39° 11′ 59,5″ N, 8° 56′ 3,6″ O  | WWF                                       | Monte Arcosu                                 |      |
| 0921225671-MIBAC | Nuraghe Adoni                                                                                | Villanova Tulo   |                                           | 39° 47′ 8,8″ N, 9° 10′ 23,2″ O  | Soprintendenza Archeologia della Sardegna | Nuraghe Adoni (Villanova Tulo)               |      |

## Provinz Carbonia-Iglesias
| ID               | Monument | Gemeinde             | Adresse                    | Koordinaten                    | veröffentlicht von                                             | Commons-Category                        | Foto |
| ---------------- | --- | -------------------- | -------------------------- | ------------------------------ | -------------------------------------------------------------- | --------------------------------------- | ---- |
| 1070035229       | Museo del Carbone | Carbonia             | Grande miniera di Serbariu | 39° 9′ 37,9″ N, 8° 30′ 35,9″ O | Centro Italiano della Cultura del Carbone – Comune di Carbonia | Miniera di Serbariu                     |      |
| 1070035452       | Città razionalista Cortoghiana                                                                                          | Carbonia             |                            |                                | Comune di Carbonia                                             | Cortoghiana                             |      |
| 1070035453       | Città razionalista Bacu Abis                                                                                            | Carbonia             |                            |                                | Comune di Carbonia                                             | Bacu Abis                               |      |
| 1070035454       | Monte Rosmarino | Carbonia             |                            |                                | Comune di Carbonia                                             | Monte Rosmarino                         |      |
| 1070035455       | Monte Leone | Carbonia             |                            |                                | Comune di Carbonia                                             | Carbonia                                |      |
| 1070035456       | Sirri | Carbonia             |                            |                                | Comune di Carbonia                                             | Carbonia                                |      |
| 1070035457       | Museo Palenteologico | Carbonia             |                            |                                | Comune di Carbonia                                             | Carbonia                                |      |
| 1070035458       | Grande miniera di Serbariu                                                                                              | Carbonia             |                            |                                | Comune di Carbonia                                             | Miniera di Serbariu                     |      |
| 1070035459       | Centro abitato di Serbariu                                                                                              | Carbonia             |                            |                                | Comune di Carbonia                                             | Serbariu                                |      |
| 20B7450001       | Piazza Roma | Carbonia             | Piazza Roma                |                                | Comune di Carbonia                                             | Carbonia                                |      |
| 20B7450002       | Medaus | Carbonia             |                            |                                | Comune di Carbonia                                             | Carbonia                                |      |
| 20B7450003       | Altorilievo di marmo, di Venanzio Crocecci (presso Torre Civica)                                                        | Carbonia             |                            |                                | Comune di Carbonia                                             | Carbonia                                |      |
| 20B7450004       | Olio su compensato “Nacita di Carbonia”, di Corrado Folin (presso Torre Civica)                                         | Carbonia             |                            |                                | Comune di Carbonia                                             | Carbonia                                |      |
| 20B7450005       | Scultura in marmo “Frammento di vuoto”, di Giò Pomodoro (in Piazza Roma)                                                | Carbonia             |                            |                                | Comune di Carbonia                                             | Carbonia                                |      |
| 20B7450006       | Sculture di pietra di Pinuccio Sciola (in Piazza Roma)                                                                  | Carbonia             |                            |                                | Comune di Carbonia                                             | Carbonia                                |      |
| 20B7450007       | Sculture di pietra di Pinuccio Sciola (presso Grande Miniera di Servariu)                                               | Carbonia             |                            |                                | Comune di Carbonia                                             | Miniera di Serbariu                     |      |
| 20B7450008       | Installazione di Maria Lai (presso Biblioteca comunale)                                                                 | Carbonia             |                            |                                | Comune di Carbonia                                             | Carbonia                                |      |
| 20B7450009       | Scultura “Segno”, di Mauro Staccioli (presso la piazza di Bacu Abis)                                                    | Carbonia             |                            |                                | Comune di Carbonia                                             | Bacu Abis                               |      |
| 20B7450010       | Installazione di ferro e trachite di Giovanni Campus (in Piazza Giovanni Paolo II)                                      | Carbonia             |                            |                                | Comune di Carbonia                                             | Carbonia                                |      |
| 20B7450011       | Olio su tela “Il sapore della Terra”, di Tiziana Draghi (presso Sala Consiliare in Piazza Roma)                         | Carbonia             |                            |                                | Comune di Carbonia                                             | Carbonia                                |      |
| 20B7450012       | “Polittico”, di Igino Ponzino (presso Torre Civica)                                                                     | Carbonia             |                            |                                | Comune di Carbonia                                             | Carbonia                                |      |
| 20B7450013       | Olio su tela di Filippo Ciavolli (presso Grande Miniera di Servariu)                                                    | Carbonia             |                            |                                | Comune di Carbonia                                             | Miniera di Serbariu                     |      |
| 20B7450014       | Installazione “Un bosco di alberi bianchi”, di Nicola Filia (presso il Museo dei PaleoAmbienti Sulcitani “E.A. Martel”) | Carbonia             |                            |                                | Comune di Carbonia                                             | Carbonia                                |      |
| 1070035613-MIBAC | Area archeologica di Monte Sirai                                                                                        | Carbonia             |                            |                                | Soprintendenza Archeologia della Sardegna                      | Monte Sirai                             |      |
| 1070035614-MIBAC | Museo archeologico Villa Sulcis                                                                                         | Carbonia             |                            |                                | Soprintendenza Archeologia della Sardegna                      | Carbonia                                |      |
| 20E0860001-MIBAC | Nuraghe Seruci | Gonnesa              |                            |                                | Soprintendenza Archeologia della Sardegna                      | Gonnesa                                 |      |
| 1070175612-MIBAC | Necropoli is Locci Santus                                                                                               | San Giovanni Suergiu |                            |                                | Soprintendenza Archeologia della Sardegna                      | Is Loccis Santus (San Giovanni Suergiu) |      |
| 1070205609-MIBAC | Museo archeologico Ferruccio Barreca                                                                                    | Sant’Antioco         |                            |                                | Soprintendenza Archeologia della Sardegna                      | Sant'Antioco                            |      |
| 1070205610-MIBAC | Tofet | Sant’Antioco         |                            |                                | Soprintendenza Archeologia della Sardegna                      | Sant'Antioco tophet                     |      |
| 1070235611-MIBAC | Necropoli di Montessu                                                                                                   | Villaperuccio        |                            |                                | Soprintendenza Archeologia della Sardegna                      | Villaperuccio                           |      |

## Provinz Medio Campidano
| ID               | Monument                                  | Gemeinde        | Adresse | Koordinaten                    | veröffentlicht von                        | Commons-Category          | Foto |
| ---------------- | ----------------------------------------- | --------------- | ------- | ------------------------------ | ----------------------------------------- | ------------------------- | ---- |
| 1060025600-MIBAC | Nuraghe Su Nuraxi Archäologischer Komplex | Barumini        |         | 39° 42′ 21″ N, 8° 59′ 26″ O    | Polo Museale della Sardegna               | Su Nuraxi (Barumini)      |      |
| 1060025601-MIBAC | Museo Archeologico di Casa Zapata         | Barumini        |         |                                | Soprintendenza Archeologia della Sardegna | Barumini                  |      |
| 1060025602-MIBAC | Area archeologica Nuraxi ’e Cresia        | Barumini        |         |                                | Soprintendenza Archeologia della Sardegna | Su Nuraxi (Barumini)      |      |
| 1060025607-MIBAC | Museo archeologico “Villa Abbas”          | Sardara         |         |                                | Soprintendenza Archeologia della Sardegna | Sardara                   |      |
| 1060025603-MIBAC | Nuraghe Sa Fogaia                         | Siddi           |         | 39° 39′ 53″ N, 8° 52′ 37,6″ O  | Soprintendenza Archeologia della Sardegna | Siddi                     |      |
| 1060025604-MIBAC | Tomba dei Giganti Sa Domu ’e s’Orcu       | Siddi           |         | 39° 41′ 10″ N, 8° 52′ 16″ O    | Soprintendenza Archeologia della Sardegna | Sa Domu 'e s'Orcu (Siddi) |      |
| 20L9860001-MIBAC | Nuraghe Genna Maria                       | Villanovaforru  |         | 39° 38′ 7,6″ N, 8° 51′ 11,8″ O | Soprintendenza Archeologia della Sardegna | Villanovaforru            |      |
| 1060025605-MIBAC | Nuraghe Su Mulinu                         | Villanovafranca |         | 39° 38′ 4″ N, 8° 59′ 39″ O     | Soprintendenza Archeologia della Sardegna | Villanovafranca           |      |

## Provinz Nuoro
| ID               | Monument                                       | Gemeinde    | Adresse      | Koordinaten                     | veröffentlicht von                        | Commons-Category | Foto |
| ---------------- | ---------------------------------------------- | ----------- | ------------ | ------------------------------- | ----------------------------------------- | ---------------- | ---- |
| 0910475667-MIBAC | Nuraghe Nolza                                  | Meana Sardo |              |                                 | Soprintendenza Archeologia della Sardegna | Meana Sardo      |      |
| 0910475676-MIBAC | Area archeologica del nuraghe Tamuli           | Macomer     |              | 40° 15′ 39″ N, 8° 43′ 4″ O      | Soprintendenza Archeologia della Sardegna | Tamuli (Macomer) |      |
| 20F9790001       | Museo Archeologico Nazionale “Giorgio Asproni” | Nuoro       | Via Manno, 1 | 40° 19′ 10″ N, 9° 20′ 4″ O      | Polo Museale della Sardegna               | Nuoro            |      |
| 0910475670-MIBAC | Nuraghensiedlung S’Urbale                      | Teti        |              | 40° 26′ 47,4″ N, 8° 38′ 38,8″ O | Soprintendenza Archeologia della Sardegna | Teti (Italy)     |      |

## Provinz Ogliastra
| ID               | Monument                                  | Gemeinde              | Adresse | Koordinaten                     | veröffentlicht von                        | Commons-Category           | Foto |
| ---------------- | ----------------------------------------- | --------------------- | ------- | ------------------------------- | ----------------------------------------- | -------------------------- | ---- |
| 1050085659-MIBAC | Nuraghe Scerì                             | Ilbono                |         |                                 | Soprintendenza Archeologia della Sardegna | Ilbono                     |      |
| 1050105656-MIBAC | Seleni                                    | Lanusei               |         |                                 | Soprintendenza Archeologia della Sardegna | Lanusei                    |      |
| 1050125660-MIBAC | Complesso a domus de janas                | Lotzorai              |         |                                 | Soprintendenza Archeologia della Sardegna | Domus de janas di Lotzorai |      |
| 1050135657-MIBAC | Nuraghe Serbissi                          | Osini                 |         | 39° 50′ 42″ N, 9° 27′ 40″ O     | Soprintendenza Archeologia della Sardegna | Osini                      |      |
| 1050155655-MIBAC | Nuraghe Ardasai                           | Seui                  |         | 39° 53′ 37″ N, 9° 20′ 20,8″ O   | Soprintendenza Archeologia della Sardegna | Nuraghe Ardasái (Seui)     |      |
| 1050185654-MIBAC | Parco Archeologico S’Ortali ’e Su Monte   | Tortolì               |         |                                 | Soprintendenza Archeologia della Sardegna | Tortolì                    |      |
| 1050215658-MIBAC | Tombe di giganti di Fennau                | Urzulei               |         |                                 | Soprintendenza Archeologia della Sardegna | Urzulei                    |      |
| 1050235652-MIBAC | Complesso nuragico di S’Arcu ’e Is Forros | Villagrande Strisaili |         |                                 | Soprintendenza Archeologia della Sardegna | Villagrande Strisaili      |      |
| 1050235653-MIBAC | Nuraghensiedlung Sa Carcaredda            | Villagrande Strisaili |         | 39° 59′ 35,7″ N, 9° 25′ 38,8″ O | Soprintendenza Archeologia della Sardegna | Villagrande Strisaili      |      |

## Provinz Olbia-Tempio
| ID               | Monument                         | Gemeinde             | Adresse            | Koordinaten                    | veröffentlicht von                        | Commons-Category                                        | Foto |
| ---------------- | -------------------------------- | -------------------- | ------------------ | ------------------------------ | ----------------------------------------- | ------------------------------------------------------- | ---- |
| 1040045677-MIBAC | Necropoli di Li Muri             | Arzachena            |                    |                                | Soprintendenza Archeologia della Sardegna | Li Muri (Arzachena)                                     |      |
| 1040045678-MIBAC | Tomba di Li Lolghi               | Arzachena            |                    |                                | Soprintendenza Archeologia della Sardegna | Li Lolghi (Arzachena)                                   |      |
| 1040045679-MIBAC | Nuraghe Albucciu                 | Arzachena            |                    |                                | Soprintendenza Archeologia della Sardegna | Nuraghe Albucciu (Arzachena)                            |      |
| 1040045680-MIBAC | Tomba di Coddu Ecchju            | Arzachena            |                    |                                | Soprintendenza Archeologia della Sardegna | Coddu Vecchju (Arzachena)                               |      |
| 1040045681-MIBAC | Tempietto di Malchittu           | Arzachena            |                    |                                | Soprintendenza Archeologia della Sardegna | Malchittu (Arzachena)                                   |      |
| 20A4530001-MIBAC | Tomba di giganti Moru            | Arzachena            |                    |                                | Soprintendenza Archeologia della Sardegna | Arzachena                                               |      |
| 20A4530002-MIBAC | Nuraghe La Prisgiona             | Arzachena            |                    | 41° 2′ 51,6″ N, 9° 21′ 44,6″ O | Soprintendenza Archeologia della Sardegna | Nuraghi La Prisgiona                                    |      |
| 1040125816-MIBAC | Compendio Garibaldino di Caprera | La Maddalena         |                    |                                | Soprintendenza Archeologia della Sardegna | La Maddalena                                            |      |
| 1040125817-MIBAC | Memoriale di Giuseppe Garibaldi  | La Maddalena         |                    |                                | Soprintendenza Archeologia della Sardegna | La Maddalena                                            |      |
| 20G0150001-MIBAC | Tomba di giganti di Pedres       | Olbia                |                    |                                | Soprintendenza Archeologia della Sardegna | Olbia                                                   |      |
| 20G0150002-MIBAC | Pozzo sacro nuragico Sa Testa    | Olbia                |                    |                                | Soprintendenza Archeologia della Sardegna | Pozzo sacro di Sa Testa (Olbia)                         |      |
| 20G0150003-MIBAC | Fattoria romana S’Imbalconadu    | Olbia                |                    |                                | Soprintendenza Archeologia della Sardegna | Buildings in Olbia                                      |      |
| 20G0150004-MIBAC | Acquedotto romano                | Olbia                | Loc. Sa Rughittula |                                | Soprintendenza Archeologia della Sardegna | Buildings in Olbia                                      |      |
| 20I3120001-MIBAC | Nuraghe Lu Brandali              | Santa Teresa Gallura |                    | 41° 14′ 0,2″ N, 9° 10′ 32,9″ O | Soprintendenza Archeologia della Sardegna | Tomba dei giganti di Lu Brandali (Santa Teresa Gallura) |      |
| 20L0930001-MIBAC | Nuraghe Majori                   | Tempio Pausania      |                    | 40° 55′ 5,5″ N, 9° 5′ 52,8″ O  | Soprintendenza Archeologia della Sardegna | Tempio Pausania                                         |      |

## Provinz Oristano
| ID               | Monument                                          | Gemeinde            | Adresse                       | Koordinaten                     | veröffentlicht von                        | Commons-Category                                   | Foto |
| ---------------- | ------------------------------------------------- | ------------------- | ----------------------------- | ------------------------------- | ----------------------------------------- | -------------------------------------------------- | ---- |
| 0950015590-MIBAC | Nuraghe Losa                                      | Abbasanta           |                               | 40° 7′ 1,1″ N, 8° 47′ 25″ O     | Soprintendenza Archeologia della Sardegna | Nuraghe Losa (Abbasanta)                           |      |
| 0950791416       | Centro storico                                    | Bosa                |                               |                                 | Comune di Bosa                            | Bosa                                               |      |
| 0950791417       | Castello Malaspina                                | Bosa                |                               |                                 | Comune di Bosa                            | Castle of Bosa                                     |      |
| 0950791420       | Museo delle Conce                                 | Bosa                | Via Sas Conzas                |                                 | Comune di Bosa                            | Museo delle Conce                                  |      |
| 0950791421       | Convento dei Cappuccini (esterni)                 | Bosa                | Via Logudoro                  |                                 | Comune di Bosa                            | Churches in Bosa                                   |      |
| 0950791422       | Biblioteca e Archivio Storico                     | Bosa                | Piazza Carmine                |                                 | Comune di Bosa                            | Bosa                                               |      |
| 0950791423       | Sa Puntana Manna (fontana di piazza Costituzione) | Bosa                | Piazza Costituzione           |                                 | Comune di Bosa                            | Sa Puntana Manna                                   |      |
| 0950791424       | L’antico Orologio                                 | Bosa                | Corso Vittorio Emanuele       |                                 | Comune di Bosa                            | Antico orologio (Bosa)                             |      |
| 0950791425       | Convento del Carmelo (esterni)                    | Bosa                | Piazza Carmine                |                                 | Comune di Bosa                            | Churches in Bosa                                   |      |
| 0950791427       | Palazzo Comunale (ex Orfanotrofio Poggioni)       | Bosa                | Corso Garibaldi 8             |                                 | Comune di Bosa                            | Bosa                                               |      |
| 0950185585-MIBAC | San Salvatore Tharros                             | Cabras              |                               | 39° 52′ 43,7″ N, 8° 26′ 20,4″ O | Soprintendenza Archeologia della Sardegna | Tharros                                            |      |
| 20B3140001-MIBAC | Area archeologica Tharros                         | Cabras              |                               | 39° 31′ 20,6″ N, 8° 15′ 44,3″ O | Soprintendenza Archeologia della Sardegna | Tharros                                            |      |
| 0950195586-MIBAC | Complesso paleocristiano di Cornus                | Cuglieri            | Località Columbaris           | 40° 5′ 36,1″ N, 8° 30′ 29,3″ O  | Soprintendenza Archeologia della Sardegna | Cuglieri                                           |      |
| 1070055595-MIBAC | Grotte di San Giovanni                            | Bosa                | Domusnovas                    |                                 | Soprintendenza Archeologia della Sardegna | Domusnovas                                         |      |
| 1070065594-MIBAC | Tempio di Antas                                   | Fluminimaggiore     |                               |                                 | Soprintendenza Archeologia della Sardegna | Fluminimaggiore                                    |      |
| 0950205587-MIBAC | Terme di Forum Traiani                            | Fordongianus        |                               |                                 | Soprintendenza Archeologia della Sardegna | Fordongianus                                       |      |
| 0950815665-MIBAC | Geopaleosito di Duidduru                          | Genoni              |                               |                                 | Soprintendenza Archeologia della Sardegna | Genoni                                             |      |
| 0950215591-MIBAC | Nuraghe Orgono                                    | Ghilarza            |                               |                                 | Soprintendenza Archeologia della Sardegna | Ghilarza                                           |      |
| 0950825666-MIBAC | Museo delle Statue Menhir – Palazzo Aymerich      | Laconi              | Piazza Marconi 10             |                                 | Soprintendenza Archeologia della Sardegna | Laconi                                             |      |
| 0950295580-MIBAC | Complesso nuragico di Cuccurada                   | Mogoro              | SS 131                        |                                 | Soprintendenza Archeologia della Sardegna | Mogoro                                             |      |
| 0950415589-MIBAC | Santuario nuragico di Santa Cristina              | Paulilatino         |                               |                                 | Soprintendenza Archeologia della Sardegna | Santuario nuragico di Santa Cristina (Paulilatino) |      |
| 0950455584-MIBAC | Tomba di Giganti di Paule Luturru                 | Samugheo            |                               |                                 | Soprintendenza Archeologia della Sardegna | Samugheo                                           |      |
| 0950525592-MIBAC | Nuraghe e tomba di gigante n.2 di Iloi            | Sedilo              |                               |                                 | Soprintendenza Archeologia della Sardegna | Sedilo                                             |      |
| 0950875675-MIBAC | Area archeologica del nuraghe Nuraddeo            | Suni                |                               |                                 | Soprintendenza Archeologia della Sardegna | Suni                                               |      |
| 0950645593-MIBAC | Domus de janas di San Michele                     | Tadasuni            |                               |                                 | Soprintendenza Archeologia della Sardegna | Tadasuni                                           |      |
| 20L4960001-MIBAC | Nuraghe Domu Beccia                               | Uras                |                               |                                 | Soprintendenza Archeologia della Sardegna | Uras                                               |      |
| 0950735581-MIBAC | Villaggio nuragico di Brunku ’e S’Omu             | Villa Verde         |                               |                                 | Soprintendenza Archeologia della Sardegna | Villa Verde                                        |      |
| 0950485582-MIBAC | Necropoli a Domus de Janas di Genna Salixi        | Villa Sant’Antonio  | 39° 50′ 59,2″ N, 8° 54′ 25″ O |                                 | Soprintendenza Archeologia della Sardegna | Villa Sant'Antonio                                 |      |
| 0950485583-MIBAC | Menhir di Monte Cuccuru Tundu                     | Villa Sant’Antonio  |                               |                                 | Soprintendenza Archeologia della Sardegna | Villa Sant'Antonio                                 |      |
| 0950715588-MIBAC | Nuraghe Santa Barbara                             | Villanova Truschedu |                               |                                 | Soprintendenza Archeologia della Sardegna | Villanova Truschedu                                |      |

## Provinz Sassari
| ID               | Monument                                             | Gemeinde             | Adresse             | Koordinaten                     | veröffentlicht von                        | Commons-Category                                                  | Foto |
| ---------------- | ---------------------------------------------------- | -------------------- | ------------------- | ------------------------------- | ----------------------------------------- | ----------------------------------------------------------------- | ---- |
| 0900035661-MIBAC | Complesso nuragico di Palmavera                      | Alghero              |                     | 40° 35′ 42″ N, 8° 14′ 34″ O     | Soprintendenza Archeologia della Sardegna | History of Alghero                                                |      |
| 0900035662-MIBAC | Necropoli di Santu Pedru                             | Alghero              | Strada per Uri      |                                 | Soprintendenza Archeologia della Sardegna | Nuraghe Palmavera (Alghero)                                       |      |
| 0900135651-MIBAC | Necropoli Sant’Andrea Priu                           | Bonorva              |                     |                                 | Soprintendenza Archeologia della Sardegna | Sant'Andrea Priu (Bonorva)                                        |      |
| 20C2720001-MIBAC | Domus de janas della Roccia dell’Elefante            | Castelsardo          |                     | 40° 53′ 22,8″ N, 8° 44′ 46,4″ O | Soprintendenza Archeologia della Sardegna | Elephant rock of Castelsardo                                      |      |
| 090042115        | Steppe Sarde                                         | Mores                |                     | 40° 35′ 35,2″ N, 8° 53′ 42,4″ O | WWF                                       | Steppe Sarde                                                      |      |
| 20F9770001-MIBAC | Pozzo Sacro di Nuraghe Irru                          | Nulvi                |                     |                                 | Soprintendenza Archeologia della Sardegna | Nulvi                                                             |      |
| 20G1780001-MIBAC | Necropoli ipogeica di Mesu ’e Montes                 | Ossi                 |                     |                                 | Soprintendenza Archeologia della Sardegna | Necropoli di Mesu 'e Montes (Ossi)                                |      |
| 20G2030001-MIBAC | Ponte romano (Pont’Ezzu)                             | Ozieri               |                     | 40° 36′ 51,1″ N, 8° 58′ 43,7″ O | Soprintendenza Archeologia della Sardegna | Pont'Ezzu (Ozieri)                                                |      |
| 20G4500001-MIBAC | Museo Archeologico e Paleobotanico                   | Perfugas             |                     |                                 | Soprintendenza Archeologia della Sardegna | Perfugas                                                          |      |
| 090058549-MIBAC  | Museo archeologico nazionale Antiquarium turritano   | Porto Torres         | via Ponte Romano 97 | 40° 50′ 18,6″ N, 8° 23′ 49,6″ O | Polo Museale della Sardegna               | Porto Torres                                                      |      |
| 0900585672-MIBAC | Area archeologica di Turris Libisonis                | Porto Torres         |                     |                                 | Polo Museale della Sardegna               | Porto Torres                                                      |      |
| 20H0950001-MIBAC | Necropoli ipogeica di Monte Siseri                   | Putifigari           |                     |                                 | Soprintendenza Archeologia della Sardegna | Putifigari                                                        |      |
| 090064548-MIBAC  | Museo archeologico nazionale G.A. Sanna              | Sassari              | Via Roma, 64        | 40° 43′ 21,1″ N, 8° 34′ 1,5″ O  | Polo Museale della Sardegna               | Museo nazionale archeologico ed etnografico G. A. Sanna (Sassari) |      |
| 0900645812-MIBAC | Pinacoteca Mus’a al Canopoleno                       | Sassari              | Piazza del Comune   |                                 | Polo Museale della Sardegna               | Pinacoteca Mus'a al Canopoleno                                    |      |
| 20I5650001-MIBAC | Domus de janas Sa Rocca e relativo museo etnografico | Sedini               |                     | 40° 50′ 54,6″ N, 8° 49′ 5,5″ O  | Soprintendenza Archeologia della Sardegna | Domus de Janas of Sedini                                          |      |
| 0900735650-MIBAC | Nuraghe Santu Antine                                 | Torralba             |                     | 40° 29′ 11,6″ N, 8° 46′ 11,5″ O | Soprintendenza Archeologia della Sardegna |                                                                   |      |
| 0900785673-MIBAC | Necropoli a domus de janas di Puttu Codinu           | Villanova Monteleone |                     |                                 | Soprintendenza Archeologia della Sardegna | Villanova Monteleone                                              |      |
| 0900785674-MIBAC | Area archeologica del nuraghe Appiu                  | Villanova Monteleone |                     |                                 | Soprintendenza Archeologia della Sardegna | Villanova Monteleone                                              |      |

- Karte mit allen Koordinaten:
- OSM |
- WikiMap